# Миколаенко, Николай Антонович
Миколаенко Николай Антонович (5 декабря 1919, Марьяновка, Екатеринославская губерния — 18 ноября 2019, Кривой Рог, Днепропетровская область) — советский и украинский писатель, поэт, прозаик, драматург. Переводчик с татарского языка.

## Биография
Родился 5 декабря 1919 года в селе Марьяновка (ныне в Криворожском районе Днепропетровской области) в семье горняка.
Учился в средних школах № 10, 15, 16 в городе Кривой Рог.
В 1941 году окончил Запорожский педагогический институт. В 1941 году вместе с Алексеем Жолдаком, Михаилом Шломом и другими стал одним из основателей Запорожского областного литературного объединения.
Участник Великой Отечественной войны с 1941 года в 1202-м, 1579-м и 1569-м зенитных артиллерийских полках, командир артиллерийской батареи, начальник штаба артиллерийского дивизиона. Оборонял Москву и Горький, освобождал Гомель и Речицу. Награждён орденом Отечественной войны 2-й степени и медалями.
После войны вернулся в Кривой Рог, где работал директором клуба, учителем, директором средней школы № 15, с середины 1950-х до 1960 года работал редактором в газете «Красный горняк». Член Союза писателей УССР с 1958 года.
С 1960 года жил в Днепропетровске, где работал редактором в областном книжном издательстве «Проминь» и областном телевидении.
Умер 18 ноября 2019 года в городе Кривой Рог.

## Творческая деятельность
Выступал со стихами в газете «Горьковская правда», журнале «Украина», на Белорусском радио.
Автор книг:
- Тепловей (1956, Киев);
- На линии огня (1956, Киев) — о подпольной комсомольской организации Николая Решетняка;
- Бурильщик Иван Буряк (1957, Днепропетровск) — о шахтёре Иване Макаровиче Буряке;
- Ксана (1958, Днепропетровск);
- К восходу солнца (1963, 1968, Днепропетровск);
- Окрылённые завтрашним днём (1963, Днепропетровск);
- Берега твоего счастья (1970, Днепропетровск);
- Ставка — вся жизнь (1992, Днепропетровск);
- Патерица (1994, Днепропетровск);
- Вино (1994, Кривой Рог);
- На линии огня (1996, Кривой Рог);
- Замцерла (2000, Днепропетровск);
- Чернотроп (2001, Днепропетровск);
- Итак (2001, Днепропетровск);
- Вечерний блюз (2002, Днепропетровск);
- Холодная осень (2003, Днепропетровск);
- Тестамент (2004, Днепропетровск);
- Заминированное поле (2006, Днепропетровск);
- Вышиванка от евшана (2006, Днепропетровск);
- Мудрый дар (2007, Днепропетровск);
- Сад любви (в двух книгах, 2007, Днепропетровск);
- Рюмка солнца (2007, Днепропетровск);
- Украинские джунгли (2008, Днепропетровск);
- Лунный камень (2008, Днепропетровск);
- Крылья Икара (2008, Днепропетровск);
- Радость — как мудрость (2009, Днепропетровск);
- Великая тайна (2009, Днепропетровск);
- Ганнибал — у ворот..! (2009, Днепропетровск);
- А конь ржёт… (2010, Днепропетровск);
- Ахиллесова пята (2010, Днепропетровск);
- Последнее зарево (2010, Днепропетровск);
- Вещая Заря (четырёхтомник, 2009—2010, Днепропетровск);
- Причал Печаль (2011, Днепропетровск);
- Горько!.. (2012, Днепропетровск).

Пьесы «Марьяна» и «Иду за тобой» поставлены в Криворожском городском театре драмы и музыкальной комедии имени Т. Г. Шевченко.

## Память
- Именем названа улица в городе Днепре.